# NGC 4256
NGC 4256 (również PGC 39568 lub UGC 7351) – galaktyka spiralna (Sb), znajdująca się w gwiazdozbiorze Smoka. Odkrył ją William Herschel 20 marca 1790 roku.